# Leonard Lomell
Leonard G. “Bud” Lomell (22 de janeiro de 1920 - 1 de março de 2011) foi um militar norte-americano que serviu na Segunda Guerra Mundial pelo exército de seu país. Ele recebeu várias condecorações militares, dentre elas a Estrela de Bronze e o Purple Heart.